# Michael Kors

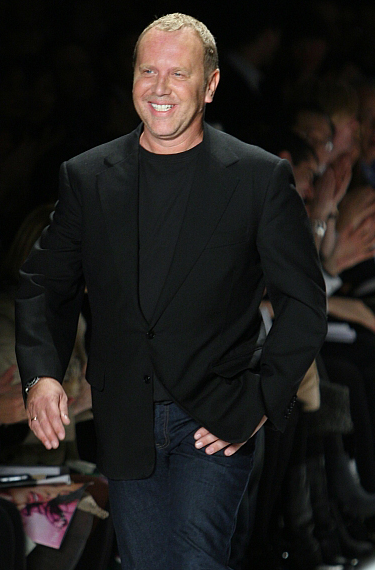
Michael Kors, 2008

Michael David Kors (* 9. August 1959 in Merrick auf Long Island, New York als Karl Anderson Jr.) ist ein US-amerikanischer Modedesigner.
Das von Kors 1981 als Michael Kors LLC gegründete Modehaus ging Ende 2011 mit Firmensitz auf den British Virgin Islands als Michael Kors Holdings Limited an die New Yorker Börse und wurde 2019 in Capri Holdings (Tickersymbol CPRI) umbenannt. Unter dem Markennamen Michael Kors bietet das Unternehmen über ein eigenes Netzwerk von Boutiquen und den gehobenen Einzelhandel weltweit Prêt-à-porter-Modekollektionen für Damen und Herren sowie Accessoires – hauptsächlich Handtaschen für Damen – und Schuhe, Schmuck, Uhren sowie Parfüm im oberen Preissegment an. Der Börsenwert des Unternehmens wurde im Frühjahr 2012 mit um die acht Milliarden Dollar beziffert. Seit 2017 gehören zudem der Schuhhersteller Jimmy Choo und von 2018 bis 2025 das Modehaus Versace zum Konzern.

## Werdegang und Unternehmensgeschichte
Michael Kors trat bereits im Kindesalter in Werbespots im US-amerikanischen Fernsehen auf. Sein Name änderte sich im Alter von fünf Jahren von Karl Anderson in Michael David Kors, nachdem ihn der zweite Ehemann seiner Mutter Joan Kors (* 1940), der Unternehmer Bill Kors, adoptiert hatte. Die beiden Vornamen sind frei gewählt.
Noch im Jahr 1981 – vor seinem Design-Studium am Fashion Institute of Technology in New York City – gründete Kors sein eigenes Label Michael Kors LLC. Parallel zu seinem Studium, das er später abbrach, arbeitete er in einer New Yorker Edelboutique namens Lothar’s als Verkaufsleiter und vertrieb auch dort schon seine ersten Kollektionen. Seine erste Modenschau zeigte er 1984. Mit minimalistischer, amerikanischer Sportswear im Stil von Claire McCardell, mit klassischen Schnitten und aus edlen Materialien machte er sich einen Namen. In den 1980ern war er zudem für die schottische Kaschmir-Marke Lyle & Scott als Designer tätig. Der erste Versuch, eine günstigere Zweitlinie namens Kors mit einem italienischen Lizenznehmer zu etablieren scheiterte allerdings: Wegen rückläufiger Nachfrage nach konservativer Sportswear und geringen Orderzahlen musste er 1993 Insolvenz anmelden. 1994 hatte er sein Unternehmen restrukturiert und begann eine Design- und Lizenz-Zusammenarbeit für die Zweitlinie Kors mit dem japanischen Modekonzern Onward Kashiyama, dem späteren Eigentümer der Modemarke Jil Sander. 1999 kaufte sich die französische LVMH-Gruppe mit 33 % bei Michael Kors ein. Bereits 1997 hatte LVMH Kors zum Chefdesigner des zum Konzern gehörenden Pariser Modelabels Céline ernannt; eine Position, welche er bis 2003 innehaben sollte.
Nach den ersten Entwürfen für sein eigenes Label, hauptsächlich Sportswear, kamen mit der Zeit auch Parfüm (ab 2000), Accessoires (2001) und in der Saison Herbst/Winter 2002/2003 seine erste komplette Herrenmode-Kollektion dazu, nachdem es bereits ab 1992 Herrenmode von Michael Kors gegeben hatte. Heute umfassen seine Kollektionen unter den Namen Michael Kors (Hauptkollektion und Laufsteglinie für Damen und Herren), KORS Michael Kors (Damen-Brückenkollektion mit Schuhen, Mänteln und Accessoires seit 1996, Relaunch 2004; ursprünglich als Kors by Michael Kors 1989 etabliert und 1992 eingestellt) und MICHAEL Michael Kors (Sportswear-Zweitlinie seit 2004, Herrenlinie 2006 eingestellt) die komplette Palette von Damen- und Herrenmode sowie Düften und Accessoires. 2003 kaufte Sportswear Holdings Limited aus Hongkong, welche u. a. 1989 das Label Tommy Hilfiger gekauft hatte und im Besitz von Silas Chou und Lawrence Stroll ist, für geschätzte $100 Mio. 85 % des Unternehmens Michael Kors, während Kors selbst die verbleibenden 15 % hielt. Am 20. Dezember 2011 vollzog das Unternehmen den Börsengang an der NYSE und gab im März 2012 erneut Aktien aus, wodurch sich der Anteil von Sportswear Holdings Limited an Michael Kors Holdings Limited auf 26,1 % verringerte. Die ausgegebenen Aktien wurden allesamt von den Anteilseignern Michael Kors, John Idol, Lance LePere (Partner von Michael Kors), Silas Chou und Lawrence Stroll verkauft, und die Verkaufserlöse kamen ausschließlich diesen Anteilseignern und nicht dem Unternehmen zugute. Nach den Aktienverkäufen befanden sich im März 2012 noch 35,5 % des Aktienkapitals in den Händen dieser Aktionäre. Der Aktienkurs des Unternehmens hatte sich seit dem Börsengang im Dezember 2011 ($20) bis September 2012 ($56) fast verdreifacht.
Der Jahresumsatz für das Geschäftsjahr 2011/2012 betrug 1,3 Mrd. US-Dollar. Im Geschäftsjahr 2013 betrug der Jahresumsatz 2,18 Mrd. US-Dollar und im darauffolgenden Geschäftsjahr 2014 3,3 Mrd. US-Dollar.
Michael Kors Holdings betrieb zum Stand April 2011 weltweit 166 Ladengeschäfte, darunter 58 eigene Boutiquen in den USA – von denen sich wiederum fünf „Collection Store“ nannten, welche nur die exklusive Hauptkollektion anbieten – und über vierzig Outlets, unter anderem in New York, Las Vegas, Beverly Hills und auf Hawaii. Darüber hinaus bestehen eigene Geschäfte in Kanada, London, Paris, Mailand, Madrid, Moskau, Istanbul, Dubai, Manama, Seoul, Singapur, Malaysia, China, Japan und den Philippinen sowie zahlreiche Outlets auf der ganzen Welt. Die Michael Kors Boutique in München wurde Anfang Mai 2010 eröffnet. Ende 2011 öffnete eine Michael Kors Boutique in Düsseldorf auf der Kö ihre Türen. Der erste Michael Kors Shop-in-Shop in Deutschland nur für Herren eröffnete am 19. Januar 2012 auf ca. 30 m² in den Galeries Lafayette Berlin. Zudem bestehen in Deutschland Outlet-Geschäfte des Unternehmens in den FOCs Ingolstadt Village und Wertheim Village sowie in Metzingen. Im Jahr 2012 eröffnete ebenfalls im McArthurGlen Designeroutlet an der BAB 7 bei Neumünster ein Michael Kors Store. In Österreich eröffnete im Dezember 2013 ein Michael Kors Store in der Shopping City Süd in Vösendorf. Auch im Outlet Center Parndorf ist die Marke vertreten. In der Schweiz ist die Marke seit 2015 unter anderem an der Zürcher Bahnhofstrasse mit einer eigenen Boutique vertreten. Zum Stand März 2012 betrieb das Unternehmen nach zahlreichen Eröffnungen im Jahr 2011 weltweit 237 Ladengeschäfte unter dem Namen Michael Kors, darunter 188 in den USA (inklusive Outlets).
Die offizielle Webseite und der Onlineshop werden vom amerikanischen Department Store Neiman Marcus betrieben. Weiterhin ist Kors der Ausstatter diverser Hollywood-Filme (zum Beispiel Die Thomas Crown Affäre) und vieler Prominenter, wie zum Beispiel Jennifer Lopez und Catherine Zeta-Jones. Kors gewann die Awards des Council of Fashion Designers of America für Damenmodedesigner (1999) und Herrenmodedesigner (2003) des Jahres und war Jury-Mitglied im TV-Format Project Runway.
Im August 2011 heiratete Kors seinen langjährigen Lebensgefährten und Mitarbeiter seit 1990, Lance LePere.
2017 übernahm Michael Kors Holdings die Luxusschuhmarke Jimmy Choo für 1,2 Milliarden US-Dollar. Im September 2018 kaufte die Holding das Modelabel Versace für 2,1 Milliarden US-Dollar (1,83 Milliarden Euro). Zudem gab das Unternehmen die Umbenennung in Capri Holdings ab 2. Januar 2019 bekannt. Im Frühjahr 2019 wurde bekannt, dass Kors seinen bisherigen Leitungsposten im Board of Directors von Capri aufgebe, stattdessen zum Ehrenvorsitzenden des Gremiums ernannt werde und weiterhin Chief Creative Officer der Konzernmarke Michael Kors bleibe.
2025 verkaufte Capri Holdings Versace für 1,25 Mrd. Euro an Prada.